# 探險活寶：遙遠的秘境
《探險活寶：遙遠的秘境》是一部2020年美國網路電視節目，是以卡通頻道在2010年至2018年間首播、潘得頓·沃德的卡通《探險活寶》為基礎製作的第一部衍生作品。本劇共有四集，每集45分鐘長，由卡通頻道以及弗雷德瑞特工作室參與製作；2020年6月25日，正式在美國的HBO Max串流平台上線。
《探險活寶》故事背景設定在「蘑菇戰爭」結束約一千年後的哇賽秘境，主角是人類阿寶和能夠自由伸縮變形的狗老皮，兩人是好友和養兄弟；自第一季開始主要講述了兩兄弟在哇賽秘境的探險，以及與泡泡糖公主、艾薇爾和嗶莫等角色之間發生的故事。而《探險活寶：遙遠的秘境》的內容，則擴充了更多前作未提及的角色以及額外劇情。

## 發展

### 背景
延續前作《探險活寶》，《探險活寶：遙遠的秘境》裡主要角色有些在前一部作品都有出現；故事情節跟兩位主角（即人類阿寶，以及他的摯友兼養兄弟、伸縮自如的魔法狗老皮）的探險故事有關聯。在《探險活寶》，阿寶和老皮兄弟兩人生活在後末日時代的「哇賽秘境」（Land of Ooo）:78，和其他角色互動，包括嗶莫、泡泡糖公主和艾薇爾等等；故事主軸是兩兄弟探險、發現奇特生物、與怪物戰鬥以幫助他人的故事。
2016年9月29日，卡通頻道正式宣布《探險活寶》將會完結。在此前後，特別篇在探險活寶第十季的製作階段時，就已經具備雛形。由於《探險活寶》之前的特別集數以及迷你系列（如艾薇爾的神祕特輯）都相當成功，幾個編劇開始嘗試一些長度比較長的故事。有兩個點子比較多的故事：嗶莫在外太空、泡泡糖公主和艾薇爾的感情故事。但是當這些故事還在製作階段的時候，由於《探險活寶》提前結束，這些故事就先被擱置下來。《探險活寶》最後的故事大綱在2016年11月中旬完成，並在11月28日正式確定劇本；配音則在2017年1月31日完成。《探險活寶》最後一集跟我一起來，在2018年9月3日播出，獲得很高的評價。

### 製作過程
《探險活寶》完結之後，HBO和卡通頻道因HBO Max串流服務準備開始營運，決定讓探險活寶系列再繼續；HBO Max是華納媒體下轄的一個隨選視訊服務。這使得之後《探險活寶：遙遠的秘境》和探險活寶所有季數不同，這部特別篇將會先在HBO Max的平台上線。新特別篇由卡通頻道以及弗雷德瑞特工作室參與製作；編劇團隊又把之前擱置的故事拿來用，做出四部特別篇。製作過程中為保密，劇組不能在辦公室裡公然張貼任何特別篇的相關設計圖，所以使用一個假想的新劇，取名（直譯「轟隆下巴」）作為代號掩護，還給這部不存在的做了假的設計圖和假宣傳畫。
長期擔任《探險活寶》總監的亞當·穆托繼續指導特別篇的製作。除部分原製作團隊成員，如傑克·彭達維斯（Jack Pendarvis）、漢娜·K·奈斯特倫（Hanna K. Nyström）之外，有新成員參與製作。例如，編劇有克里斯蒂娜·卡特契（Christina Catucci）、查利·費爾德曼（Charley Feldman）等人；分鏡師包括阿什林·安斯特（Ashlyn Anstee）、伊基·克雷格（Iggy Craig）、梅根·費雪（Megan Fisher）、瑪雅·彼德森（Maya Petersen）等等。在2019年6月到9月間，珍妮·戈德堡（Jenny Goldberg）擔任特別篇的藝術總監。角色配音方面，對於一些在《探險活寶》的主角群，製作團隊也聘請了原本的配音人員；如阿寶由傑里米·沙達配音，其他重要角色如老皮、嗶莫、泡泡糖公主、瑪瑟琳、薄荷管家等，其配音人員依然是原班人馬。新角色的配音人員中，配音Y5的葛蘿莉·柯達（Glory Curda）、配音希果（CGO）的西蒙·吉爾茲，兩人都曾表示，在加入探險活寶的製作團隊之前，就已經是這部作品的忠實粉絲。
本特別篇製作時，原《探險活寶》製作人員有四位已經過世：波利·盧·利文斯頓、米格爾·費雷爾、米歇爾·萊曼（Michel Lyman）、莫琳·美蘭雅奇克（Maureen Mlynarczyk）。費雷爾、利文斯頓兩位曾在劇中配音，而萊曼、美蘭雅奇克則都是《探險活寶》動畫團隊的成員以及艾美獎得主。因此，第三集猴塞雷大回歸片尾特別列出四位的名字，以紀念他們。

### 放映
2019年10月23日，《探險活寶：遙遠的秘境》即將上線的消息正式公開發佈；當時宣布此特別篇將會有四集，依序為：嗶莫、最強姊妹花、巫師城、以及猴塞雷大回歸。第一集嗶莫於2020年6月25日在美國的HBO Max平台上線；第二集最強姊妹花則是在2020年11月19日。2021年4月21日，HBO Max宣布巫師城和猴塞雷大回歸將調換播出順序。製作人員解釋，特別篇本來只製作三集，而巫師城是後來才追加製作的。第三集猴塞雷大回歸上線日期是2021年5月20日；最後第四集巫師城在2021年9月2日上線。
在台灣，《探險活寶：遙遠的秘境》第一集嗶莫於2020年12月12日在台灣卡通頻道首播。第二集最強姊妹花於2021年3月27日首播，播出前一個小時重播第一集嗶莫；兩集都在一周後的4月3日重播。第三集猴塞雷大回歸於2021年7月3日首播；若計入這一集的首播，卡通頻道在同一個月將前三集各播出三次。第四集巫師城在萬聖節前一天，即2021年10月30日首播。之後到2024年，《探險活寶：遙遠的秘境》亦有重播。

## 集數
| 集數 | 標題                        | 導演                    | 編劇和分鏡創作                                                                                  | 上線日期       | 其他首播日期           |
| --- | --------------------------- | ----------------------- | ----------------------------------------------------------------------------------------------- | -------------- | ---------------------- |
| 1 | 嗶莫 BMO                    | 米基·布儒斯特           | 漢娜·K·奈斯特倫、伊基·克雷格、勞拉·內茲格、安娜·西弗森、亞當·穆托                               | 2020年6月25日  | 2020年12月12日（台灣） |
| 嗶莫在外太空遇到一位外星女孩Y5，和一台小機器人橄欖（Olive）一起，要拯救一座正在衰亡的太空站漂流號（The Drift）。                                                             |                             |                         |                                                                                                 |                |                        |
| 2 | 最強姊妹花 Obsidian         | 米基·布儒斯特           | 漢娜·K·奈斯特倫、伊基·克雷格、安娜·西弗森、米奇·奎因、瑪雅·彼德森、詹姆斯·坎貝爾、阿什林·安斯特 | 2020年11月19日 | 2021年3月27日（台灣）  |
| 恢復交往的泡泡糖公主和艾薇爾，前往拯救被岩漿怪物熔岩龍（Molto Larvo）肆虐的玻璃王國（Glass Kingdom），並面對過去彼此之間的感情糾葛。                                                   |                             |                         |                                                                                                 |                |                        |
| 3 | 猴塞雷大回歸 Together Again | 米基·布儒斯特           | 漢娜·K·奈斯特倫、安娜·西弗森、伊基·克雷格、瑪雅·彼德森、瑟琳娜·吳                               | 2021年5月20日  | 2021年7月3日（台灣）   |
| 年邁的阿寶離世後，為與早先過世的老皮再次相遇，試圖到達老皮所在的50號冥界（50th Deadworld）。接掌冥界的新死神（New Death）被陰魔王附身，在挫敗陰魔王的詭計後，阿寶和老皮決定一起轉世。 |                             |                         |                                                                                                 |                |                        |
| 4 | 巫師城 Wizard City          | 傑夫·李尤 米基·布儒斯特 | 瑪雅·彼德森、漢娜·K·奈斯特倫、安娜·西弗森、阿雷克斯·森沃爾德、李海媛                            | 2021年9月2日   | 2021年10月30日（台灣） |
| 薄荷糖（Pep）在巫師城入學，為重新學習魔法，而掩蓋自己和薄荷管家（Peppermint Butler）的關連，卻捲入巫師城裡一場怪異的魔法陰謀。                                                     |                             |                         |                                                                                                 |                |                        |

## 分集影評
| 影評       | 影評   |
| 媒體名稱   | 得分   |
| ---------- | ------ |
| Metacritic | 82/100 |

### 嗶莫
該集的評價大多正面。ComicBook.com的羅林·畢夏（Rollin Bishop）評論，比起其他角色，嗶莫的特點是「最天真、最容易遇上麻煩」，認為這讓這集使他完全可以從頭看到尾。有評論指這一集同時有著喜劇特徵、像夢一樣的邏輯以及超現實英雄主義。另有評論指《探險活寶：遙遠的秘境》重現原作的精髓；彼得拉娜·拉杜洛維奇（Petrana Radulovic）在Polygon則稱它有跟原作一樣給人憂鬱的感觸。也有評論不那麼正面。有一篇Vulture.com的文章，一方面稱讚嗶莫的表現，一方面也認為這集令人失望。戴夫·特朗波（Dave Trumbore）在Collider的文章從故事結構來批評，認為若從故事節奏、角色設定來看，做得太倉促。
為Y5配音的葛蘿莉·柯達在一次Reddit的問答裡，說Y5的故事有很多“潛台詞”，在展現找到自己是誰的方式「非常具代表性」；Y5在嗶莫離開後有所成長，為了漂流號，她成為一個領導者以及開拓者。亞歷山大·索瓦（Alexander Sowa）在CBR的文章，稱雨果是個「未來學家」，是像伊隆·馬斯克、史蒂夫·賈伯斯一類的人，他們的特點是一種很明顯對當代企業、資本主義的諷刺；又稱，雨果是個毀掉他周圍環境的資本家、殖民主義者，像Y5反對他的人儼然是個爭取平等的鬥士，推動建立一種對居民更公平的新型社會型態。喬·馬塔爾（Joe Matar）也有類似的論點。他在Den of Geek撰文，認為這集的故事裡的居民意識到自己的家園，正被像馬斯克一樣的高科技資本巨頭給毀掉，這讓他們團結起來並互相扶持。《洛杉磯時報》的電視評論家，羅伯特·洛依德（Robert Lloyd），文章裡也說這集到最後點出社會問題，對應的是地球的毀滅、資源管理的本質、合作的重要性、以及「有些億萬富翁把外太空當成逃生艙」。

### 最強姊妹花
在影音俱樂部的文章裡，威廉·休斯（William Hughes）給這一集A級，並表示這是給粉絲最棒的「殺必死」（fan service）。 瑞貝卡·朗（Rebecca Long）也在Polygon給予其正面評價。她寫道，這集給粉絲們一個他們一直以來在情感上渴望的回報與答案，並探索艾薇爾的童年創傷、與泡泡糖公主的浪漫史、兩人如何相通、並填補她過去的空白。儘管這集不像前一部特別篇這麼「另類」，它在情感分量和情節上卻更沈重，顯示出原作的“浪漫潛台詞”一向都很直接。同時，朗也指出，她對泡泡糖公主和艾薇爾之間的互動並不全都喜歡，由於故事結構、敘事手法依舊，特別篇有缺陷，以及「泡泡糖公主有前後不一之處」；不過這集依然真誠有力，新歌讓它更完美，泡泡糖公主和艾薇爾有個「共同未來，看來如此真實。」
在IGN的文章裡，羅西·奈特（Rosie Knight）寫說這是個探險活寶如何擁有這麼大影響力的完美例子。奈特又認為，這部特別篇的最大本錢，是拉近對這一切還很陌生的新粉絲的距離，並同時讓忠實粉絲兩者都能一起坐下來，看這個關於變老、戀愛以及安身立命的風流韻事；同時，艾薇爾的力量來自她對泡泡糖公主的愛。奈特也讚揚一曲，說它跟之前的歌（來自探險活寶第三季的少了什麼）、「Everything Stays」（來自探險活寶第七季的艾薇爾的神祕特輯系列）一樣經典。文章總結說，儘管這可以被認為只是個「殺必死」，它是「殺必死」中最高級的一種；這集動畫很完美，而且就《探險活寶》的傳承而言，又是一個很好的補充。彼得拉娜·拉杜洛維奇在Polygon的另一篇文章裡稱，2020年是令人挫敗的一年，可在這一年，就老少皆宜的作品裡面，這集在先前循序漸進的鋪陳下，描述泡泡糖公主和艾薇爾的感情故事；如此令人振奮地稱頌同性戀關係，這在五年以前可謂前所未聞。她又寫道，儘管還有發展空間，這一集可以為這年（2020年）——同性戀動畫作品大行其道的一年——做個完美收尾。
亞歷山大·索瓦於CBR關於本集的文章裡，形容它是一個關於時間的故事，裡面有很多回顧、關於永生者的故事；索瓦寫道，泡泡糖公主和艾薇爾兩人心裡上都能保持年輕，即使他們的夥伴終有一天會老死。西恩·庫比拉斯（Sean Cubillas）也有類似說法。他表示這一集充滿感性，而且還顯示出艾薇爾也相較前作中有所成長、她和泡泡糖公主過去怎麼認識和分手。同時，筆名的記者在這集上線之前撰文，說這集令她放心，因為就呈現酷兒一事來說有一點無庸置疑，那就是即使是愛上一個人，也無法就此解決個性以及感情上的問題。2020年即將結束時，《紐約時報》點名最強姊妹花是當年最棒的一集影集，說這是HBO Max能存在的最好理由。

### 猴塞雷大回歸

阿寶（左）、老皮（右）在《探險活寶：遙遠的秘境》中，再度擊拳作為一集的收尾。

這一集獲得正面評價。羅林·畢夏描述，其劇情迅速穿越多個奇幻世界，穿插幽默、回憶以及兄弟情，也給人一種大起大落的心情。卡羅琳·高（Caroline Gao）在Den of Geek的文章表示，這一集是一篇成功的黑暗長篇故事。同時她也把阿寶與老皮的感情，和前一集中泡泡糖公主和艾薇爾的感情比較；她認為，這一集劇情深度不及之前的完結篇跟我一起來，與其放在完結篇後作為一集特別節目，更適合放進《探險活寶》中間某一季的內容裡。IndieWire首席影評人艾瑞克·柯恩（Eric Kohn）覺得這集可愛、是個「殺必死」，不過沒有原劇設計的那麼巧妙；儘管如此，它還是帶來很多快樂，有很多配角再次出現，而且感人的部分跟2020年皮克斯動畫工作室電影《靈魂急轉彎》有相通之處。
彼得拉娜·拉杜洛維奇描述，前兩集顯示情感並試著探討更深刻的問題；而第三集從一個探險開始後變成一種「令人傷心的東西」，然後又變成像一種心情的雲霄飛車。她說，除了其他角色有出現之外，這一集的視覺效果相當華麗，基本上象徵劇中阿寶和老皮的冒險本身；評論這集「漂亮、有力，是一個令人心酸的結局」，也捕捉到探險活寶本身在情感上的深度。在CBR，魯本·巴倫（Reuben Baron）評價這一集接近完美，並提到預告片中一直沒透露的真正劇情：阿寶和老皮重聚展開最大的冒險，就是在他們死亡的時候。他認為，即使未來有更多探險活寶的內容，這一集已經是阿寶和老皮的故事最好的結局。

### 巫師城
與前幾集相比，這一集獲得的評價褒貶不一。凱爾·羅根（Kyle Logan）評論，這集的主調和原劇脫節，乍看之下是以一個廣受觀眾喜愛的角色——薄荷管家作為主角，結果卻不符合觀眾的期望。薄荷管家成為一個反派角色，互動顯得公式化、乃至於背離了原本這個角色的設定。羅根總結，這集令他失望，未能發揮其巨大潛力。亞歷杭德拉·博登（Alejandra Bodden）表示，她對這一集角色一連串的死亡感到驚訝；她喜歡薄荷糖，但是劇情和他的處境卻相當糟糕。儘管這一集是四集特別篇中最弱的，博登依然覺得這集還不錯。大衛·卡爾多（David Kaldor）則評論，這一集在《探險活寶》中，劇情水平合格，不過缺乏前三集所具備的情感張力。這一集的位置造成其定位尷尬，作為一部特別篇的結尾顯得奇怪；不過由於有另一部特別篇也即將推出，《探險活寶》系列不是在這裡真的結束。
魯本·巴倫將巫師城與探險活寶第六季中邪惡小星星、第九季中陰魔王再次回歸相比較，認為這兩集內容跟前者相近。兩集合起來不過二十多分鐘，卻比將近五十分鐘的巫師城更有趣；這個特別篇的最後一集，其可預測性、重複性先前在探險活寶中是很少見的。奧特姆·賴特描述，巫師城不可避免會讓人想起2020年的迪士尼頻道作品《奇幻貓頭鷹小屋》；而其中許多非人類的角色，在性別上也更加跳脫傳統。以一位配角布連恩（Blaine）為例，他不是人類、只有一隻眼睛，有時被視為男孩；但他有時也穿裙子，人們用非二元性別人稱代詞「他們」（them/they）稱呼。還有，薄荷糖和卡黛布拉（Cadebra）儘管是異性，兩人還是室友；制服是長短褲、裙子等樣式都有。賴特認為這些細節展示了酷兒的生活狀態；即使《奇幻貓頭鷹小屋》、《神娃之伊莎莉亞戰記》已有同性戀角色的劇情發展在先，巫師城在這方面似乎仍略勝一籌。

### 榮譽
| 年度 | 獎項                               | 榮譽                             | 受提名或獲獎者  | 結果            | 參考資料        |
| ---- | ---------------------------------- | -------------------------------- | --------------- | --------------- | --------------- |
| 2021 | Kidscreen                          | 最佳單集節目、特別節目或電視電影 | 第1集嗶莫       | 獲獎            | [ 103 ] [ 104 ] |
| 2021 | GLAAD媒體獎                        | 傑出兒童與家庭觀賞類節目         | 第2集最強姊妹花 | 提名            | [ 105 ] [ 106 ] |
| 2021 | 第48屆日間時段艾美獎（創意藝術獎） | 最佳日間特別動畫節目             | 提名            | [ 107 ] [ 108 ] |                 |
| 2021 | 第48屆日間時段艾美獎（創意藝術獎） | 日間動畫類最佳劇組               | 提名            | [ 107 ] [ 108 ] |                 |
| 2021 | 第48屆日間時段艾美獎（創意藝術獎） | 學前兒童動畫節目類最佳原創歌曲   | 歌曲「Monster」 | [ 107 ] [ 108 ] | 提名            |
| 2021 | 第4屆Autostraddle                  | 傑出動畫節目                     | 第2集最強姊妹花 | 提名            | [ 109 ] [ 110 ] |

## 音樂
第一集嗶莫有一首原創單曲，名為。在第二集最強姊妹花，有6首原創歌曲。美國歌手米卡拉·史特勞斯翻唱其中一首，在2020年11月13日發行單曲。
在影集上線後，有一些音樂專輯也跟著推出。

### 
：2020年9月18日推出，由吉里根·莫斯重混編曲，內含11首歌；其中有來自《探險活寶》的配樂，還有一首是來自第二集特別篇。
| BMO’s Mixtape | BMO’s Mixtape                                           | BMO’s Mixtape |
| 曲序          | 曲目                                                    | 时长          |
| ------------- | ------------------------------------------------------- | ------------- |
| 1.            | Robot Cowboy（尼基·楊）                                 | 2:59          |
| 2.            | Summer Swamp Boogie                                     | 2:11          |
| 3.            | Good Little Girl（唐納·葛洛佛、瑪德琳·馬丁、蘿絲·萊恩） | 2:05          |
| 4.            | Dropdown Rainbow/All Gummed Up（傑里米·沙達）           | 4:04          |
| 5.            | Fries（傑里米·沙達）                                    | 1:26          |
| 6.            | Bacon Pancakes（約翰·迪·馬吉歐）                        | 2:03          |
| 7.            | Oh BMO（尼基·楊）                                       | 0:53          |
| 8.            | Juke Bug                                                | 1:15          |
| 9.            | Sleepy Puppies（傑里米·沙達）                           | 3:30          |
| 10.           | Time Adventure（尼基·楊）                               | 2:22          |
| 11.           | Eternity With You（米凱拉·迪耶茲、吉里根·莫斯）         | 3:50          |
| 总时长：      | 总时长：                                                | 26:34         |

### 最強姊妹花原聲帶
最強姊妹花原聲帶（英語：Obsidian (Original Soundtrack)）：2020年11月20日推出，12月4日又有追加曲目，包括中混音版本，共32首歌；由阿曼達·瓊斯編曲。
| 探險活寶：遙遠的秘境 – 最強姊妹花（原聲帶） | 探險活寶：遙遠的秘境 – 最強姊妹花（原聲帶）                         | 探險活寶：遙遠的秘境 – 最強姊妹花（原聲帶） |
| 曲序                                        | 曲目                                                                | 时长                                        |
| ------------------------------------------- | ------------------------------------------------------------------- | ------------------------------------------- |
| 1.                                          | Welcome to the Glass Kingdom                                        | 1:59                                        |
| 2.                                          | Glassboy Meets the Dragon Larvo                                     | 2:08                                        |
| 3.                                          | It's Funny（夏洛特·妮可達）                                         | 1:02                                        |
| 4.                                          | Glassboy on the Run                                                 | 0:56                                        |
| 5.                                          | Marceline and Princess Bubblegum Domestic Bliss                     | 1:07                                        |
| 6.                                          | I'm Too Old to Die                                                  | 0:36                                        |
| 7.                                          | Marceline and Princess Bubblegum Visit the Glass Kingdom            | 0:55                                        |
| 8.                                          | Marceline Breaks into the Glass Kingdom                             | 1:44                                        |
| 9.                                          | Marceline Came to Play Hard                                         | 0:32                                        |
| 10.                                         | Woke Up（奧利維亞·奧森、Zuzu）                                      | 2:21                                        |
| 11.                                         | Marceline Appears Victorious                                        | 2:05                                        |
| 12.                                         | Young Marceline                                                     | 1:09                                        |
| 13.                                         | Red Light（奧黛麗·班尼特）                                          | 0:29                                        |
| 14.                                         | Princess Bubblegum Discovery During a Glassassin Attack             | 0:48                                        |
| 15.                                         | Flashback Marceline and Princess Bubblegum Argue                    | 0:53                                        |
| 16.                                         | Marceline Returns to Her Bunker                                     | 1:11                                        |
| 17.                                         | See Through（米凱拉·迪耶茲）                                        | 0:33                                        |
| 18.                                         | Plan to Defeat Larvo                                                | 0:30                                        |
| 19.                                         | Marceline's Reckoning                                               | 1:26                                        |
| 20.                                         | It's Me Glassboy!                                                   | 0:32                                        |
| 21.                                         | Larvo Strikes                                                       | 2:51                                        |
| 22.                                         | This Thing Really Hates Me                                          | 2:50                                        |
| 23.                                         | Monster（奧利維亞·奧森、Half Shy）                                  | 1:39                                        |
| 24.                                         | I Love You, OK!                                                     | 2:57                                        |
| 25.                                         | Simon to the Rescue                                                 | 0:35                                        |
| 26.                                         | Eternity with You（奧利維亞·奧森、Zuzu）                            | 2:22                                        |
| 27.                                         | It's Funny (Demo)（阿雷克斯·森沃爾德、皮特·湯姆斯）                 | 1:03                                        |
| 28.                                         | Woke Up (Demo)（Zuzu、庫蘭·卡巴爾）                                 | 2:22                                        |
| 29.                                         | Monster (Demo)（Half Shy）                                          | 2:50                                        |
| 30.                                         | Eternity With You (Demo)（Zuzu、庫蘭·卡巴爾）                       | 2:41                                        |
| 31.                                         | Monster（米卡拉·史特勞斯）                                          | 2:51                                        |
| 32.                                         | Eternity With You (Gilligan Moss Mix)（米凱拉·迪耶茲、吉里根·莫斯） | 3:49                                        |
| 总时长：                                    | 总时长：                                                            | 51:46                                       |

## 家庭媒體
《探險活寶：遙遠的秘境》的DVD以及藍光光碟，在2022年3月8日發行。
| 探險活寶：遙遠的秘境                                                     |        |               |               |
| 套裝內容和格式                                                           |        |               |               |
| - 全部4集 - 1080p高畫質規格 - 杜比數位5.1聲道英語發音 - 字幕：英文、法文 |        |               |               |
| 發行日期                                                                 |        |               |               |
| 區域1                                                                    | 區域2  | 區域A（藍光） | 區域B（藍光） |
| 2022年3月8日                                                             | 待公布 | 2022年3月8日  | 待公布        |

## 外部連結
- HBO Go上的《探險活寶︰遙遠的秘境 （页面存档备份，存于）》（繁體中文）
- Max上的《探險活寶︰遙遠的秘境 （页面存档备份，存于）》（英文）
- 互联网电影数据库（IMDb）上《探險活寶︰遙遠的秘境》的资料（英文）
- Fandom上主題維基 （页面存档备份，存于）的資料（英文）
- King of OOO （页面存档备份，存于）（《探險活寶》官方部落格）（英文）